# تسوتومو کیتاده
تسوتومو کیتاده (انگلیسی: Tsutomu Kitade؛ زادهٔ ۱۸ سپتامبر ۱۹۷۸) بازیکن فوتبال اهل ژاپن است.
از باشگاه‌هایی که در آن بازی کرده‌است می‌توان به باشگاه فوتبال جوبیلو ایواتا و باشگاه ورزشی توچیگی اشاره کرد.